# Démographie de la Floride

Population des principaux États des États-Unis, en millions d'habitants.

Les habitants de l'État américain de Floride sont aujourd'hui désignés par le mot « floridien ». Selon le bureau du recensement des États-Unis, ils forment une population totale de 23 372 215 habitants en 2024, ce qui place l'État de Floride au troisième rang du pays derrière la Californie et le Texas. Sa démographie se distingue par sa forte croissance, largement due à l'immigration, ainsi que par une forte présence hispanique, et plus particulièrement cubaine.

## Historique
| 1830   | 1840   | 1850   | 1860    | 1870    | 1880    |
| ------ | ------ | ------ | ------- | ------- | ------- |
| 34 730 | 54 477 | 87 445 | 140 424 | 187 748 | 269 493 |

| 1890    | 1900    | 1910    | 1920    | 1930      | 1940      |
| ------- | ------- | ------- | ------- | --------- | --------- |
| 391 422 | 528 542 | 752 619 | 968 470 | 1 468 211 | 1 897 414 |

| 1950      | 1960      | 1970      | 1980      | 1990       | 2000       |
| --------- | --------- | --------- | --------- | ---------- | ---------- |
| 2 771 305 | 4 951 560 | 6 789 443 | 9 746 324 | 12 937 926 | 15 982 378 |

| 2010       | 2020       | - | - | - | - |
| ---------- | ---------- | - | - | - | - |
| 18 801 310 | 21 538 187 | - | - | - | - |

Les Paléoaméricains entrèrent sur l'actuel territoire de la Floride, il y a au moins 12 000 ans,,, en arrivant vraisemblablement d'Asie, après avoir traversé l'Amérique du Nord. Au XVIe siècle, des Espagnols explorèrent la région et fondèrent la ville de Saint Augustine ; puis des Français et des Anglo-Américains ont colonisé la Floride. Les maladies, les guerres et les déportations ont fait fortement baisser le nombre d'Amérindiens à l’époque moderne et au XIXe siècle. Pendant la même période, des esclaves noirs furent importés pour travailler dans les plantations de canne à sucre. Le premier recensement pour la Floride en 1830 faisait état de 18 395 Blancs soit 53 % de la population. Vers 1850, sur 87 445 Floridiens, 39 000 étaient des esclaves noirs et environ 1 000 des affranchis.
À la veille de la guerre de Sécession, 140 424 personnes vivaient dans l'État. La part des Blancs augmenta considérablement dans les décennies suivantes : en 1930, le recensement annonce 1 468 211 habitants dont 1 035 390 Blancs, soit 70 % de la population floridienne. En effet, d'une part les Afro-Américains fuyaient la ségrégation, d'autre part des Américains venus des États du Nord-Est vinrent s'installer en masse en Floride. Avec le développement du chemin de fer et des routes à la fin du XIXe siècle, le Sud de la Floride devint plus facilement accessible et se peupla rapidement.
Après la Seconde Guerre mondiale, l'héliotropisme et l'attractivité économique de la Floride renforcèrent les flux migratoires vers la Sun Belt. En 1950, la Floride occupait la 20e place pour la population ; en 2000, elle était le quatrième État le plus peuplé des États-Unis. En 1986 on comptait 1 000 arrivées par jour en Floride. Beaucoup d'américains, en particulier des retraités de New York, vinrent habiter en Floride. Des Canadiens vinrent s'installer en Floride pour profiter du climat tropical et du faible niveau de la fiscalité.  
Le développement du tourisme de masse provoqua par ailleurs un afflux de visiteurs américains et étrangers (Canadiens). Ces migrants saisonniers sont surnommés « snowbirds », littéralement « oiseaux des neiges ». La croissance démographique et touristique stimulèrent de nombreuses activités économiques telles que l'immobilier et la construction, du moins jusqu'à la crise des années 2007-2009.
Avec l'arrivée de Fidel Castro au pouvoir en 1959 commença l'immigration des réfugiés cubains. Quelque 500 000 Cubains arrivèrent en Floride dans les années 1960. En 1980, 125 000 quittèrent le port de Mariel. Leur forte concentration à Miami et leur mentalité d'exil expliquent que les Cubains ne s'assimilèrent pas et continuaient de parler en espagnol. Cela  suscita des réactions de rejet comme l'illustre la formation du mouvement U.S. English qui milite contre le bilinguisme. En 1980 fut organisé un référendum local contre la bilinguisation du comté de Dade. La Floride devint également une terre de refuge pour les exilés en provenance d'Haïti : en 1980-1982 Miami vit l'arrivée de 60 000 réfugiés haïtiens.

## Caractéristiques de la population floridienne
| Indicateur                             | Floride  | États-Unis |
| -------------------------------------- | -------- | ---------- |
| Personnes de moins de 5 ans            | 5,5 %    | 6,2 %      |
| Personnes de moins de 18 ans           | 20,1 %   | 22,8 %     |
| Personnes de plus de 65 ans            | 19,9 %   | 15,2 %     |
| Femmes                                 | 51,1 %   | 50,8 %     |
| Personnes par foyer                    | 2,64     | 2,64       |
| Vétérans                               | 9,4 %    | 8,0 %      |
| Personnes nées étrangères à l'étranger | 19,9 %   | 13,2 %     |
| Personnes étrangères                   | 9,2 %    | 7,0 %      |
| Personnes sans assurance maladie       | 15,3 %   | 10,1 %     |
| Personnes avec un handicap             | 8,4 %    | 8,6 %      |
| Revenus annuels                        | 27 598 $ | 29 829 $   |
| Personnes sous le seuil de pauvreté    | 14,7 %   | 12,7 %     |
| Diplômés du lycée                      | 87,2 %   | 87,0 %     |
| Diplômés de l'université               | 27,9 %   | 30,3 %     |

### Croissance démographique

Évolution démographique.

La Floride, un État qui attire les Américains.

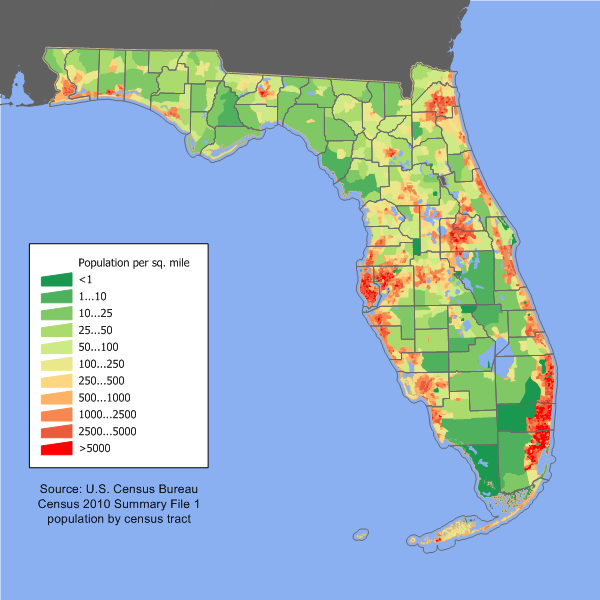
Carte des densités en Floride.

La Floride connaît la troisième croissance démographique du pays en valeur absolue et la septième en pourcentage.
Entre 2000 et 2006, la population floridienne a augmenté de 13,2 % contre 6,4 % pour la population américaine. Entre 2000 et 2007, trois comtés ont vu leur population augmenter de 50 % : Flagler, Sumter, Osceola. Cette augmentation de la population entraîne des problèmes écologiques : pression urbaine, déficit en eau, appauvrissement des écosystèmes, bétonnage des côtes, etc.
La croissance démographique est due pour 12,5 % au solde naturel, alors que les migrations y contribuent pour 87,5 %. En effet, la Floride appartient à la Sun Belt qui attire les Américains et représente un important foyer d'immigration. Elle comptait en 2000 16,7 % d'immigrés et 23,1 % de personnes parlant une autre langue que l'anglais à leur domicile.
| Année | Croissance démographique | Accroissement naturel | Taux net de migration |
| ----- | ------------------------ | --------------------- | --------------------- |
| 2011  | 1,16 %                   | 0,22 %                | 0,93 %                |
| 2012  | 1,23 %                   | 0,18 %                | 1,05 %                |

### Répartition de la population
La Floride possède la huitième densité des États-Unis avec 116 hab./km2, un chiffre très supérieur à la moyenne nationale, même s'il cache d'importantes disparités. La population se concentre sur le littoral atlantique et sud-ouest autour de Tampa : 90 % de sa population vit à moins de 30 km du rivage. L'intérieur est moins peuplé sauf dans des villes comme Tallahassee et Gainesville, ainsi que quelques comtés comme Seminole, Orange et Polk. Les régions dont les densités sont très faibles correspondent à des milieux naturels protégés (parc national des Everglades, forêts nationales d'Apalachicola et d'Osceola par exemple). Le littoral situé entre Clearwater et Panama City est également peu peuplé.

### Structure démographique
La part des plus de 65 ans 16,8 % soit 4,4 points de plus que la moyenne nationale. La croissance de ce groupe tend néanmoins à diminuer depuis la fin du XXe siècle. La Floride possède la plus grande concentration américaine de retraités qui sont attirés par le climat. Plusieurs milliers de ces personnes âgées se regroupent dans des retirement communities, c'est-à-dire des quartiers exclusivement aménagés pour les retraités : Sun City Center près de Tampa en est un exemple. Elle fut construite par Delbert E. Webb, un promoteur arizonien à partir de 1960 et compte aujourd'hui quelque 9 300 habitants. La proportion des moins de 19 ans diminue : elle était de 27,6 % en 1980 et de 25,3 % en 2000. Ce phénomène démographique aura des conséquences sur la population active de l'état dans l'avenir.
Le taux de mortalité en Floride (9,6 pour mille habitants en 2005) est supérieur à la moyenne nationale (8,2 pour mille habitants). Les Hispaniques ont un taux de fécondité supérieur au reste de la population. Le taux de fécondité est de pour 64,1 enfants pour mille femmes en âge de procréer en 2004 (66,3 pour les États-Unis).

### Répartition ethnique
- Noirs 50-60 %
- Hispaniques 50-60 %
- Hispaniques 60-70 %
- Blancs non hispaniques 30-40 %
- Blancs non hispaniques 40-50 %
- Blancs non hispaniques 50-60 %
- Blancs non hispaniques 60-70 %

Groupe ethnique majoritaire par comté :
Noirs 50-60 %
Hispaniques 50-60 %
Hispaniques 60-70 %
Blancs non hispaniques 30-40 %
Blancs non hispaniques 40-50 %
Blancs non hispaniques 50-60 %
Blancs non hispaniques 60-70 %
Blancs non hispaniques 70-80 %
Blancs non hispaniques 80-90 %

| Groupe            | Floride | États-Unis |
| ----------------- | ------- | ---------- |
| Blancs            | 75,0    | 72,4       |
| Afro-Américains   | 16,0    | 12,6       |
| Asiatiques        | 2,4     | 4,8        |
| Métis             | 2,5     | 2,9        |
| Autres            | 3,6     | 6,2        |
| Amérindiens       | 0,4     | 0,9        |
| Total             | 100     | 100        |
|                   |         |            |
| Latino-Américains | 22,5    | 16,7       |

La majorité de la population floridienne est blanche, mais la part des Blancs tend à diminuer lentement (85,3 % en 1980 ; 82,2 % en 2000), comme dans le reste des États-Unis.

### Hispaniques et Latinos
En 2010, les Hispaniques et Latinos sont majoritaires dans les comtés d'Hendry, où ils représentent 49,2 % de la population, de Miami-Dade  (65,0 %) et d'Osceola (45,5 %).
| Groupe       | Nombre    | % de la population |
| ------------ | --------- | ------------------ |
| Cubain       | 1 213 438 | 6,5                |
| Portoricains | 847 550   | 4,5                |
| Mexicains    | 629 718   | 3,3                |
| Colombiens   | 300 414   | 1,6                |
| Autres       | 1 232 686 | 6,6                |
| Total        | 4 223 806 | 22,5               |

Selon l'American Community Survey, pour la période 2011-2015, 88,03 % de la population hispanique âgée de plus de 5 ans déclare parler l'espagnol à la maison, 11,22 % déclare parler l'anglais et 0,75 % une autre langue.

#### Amérindiens
| Tribu                           | Population | % de la population amérindienne |
| ------------------------------- | ---------- | ------------------------------- |
| Cherokees                       | 32 342     | 19,90                           |
| Amérindiens du Mexique          | 7 967      | 4,90                            |
| Creeks                          | 6 779      | 4,17                            |
| Amérindiens d'Amérique du Sud   | 5 238      | 3,22                            |
| Séminoles                       | 4 816      | 2,96                            |
| Blackfeet                       | 4 377      | 2,69                            |
| Iroquois                        | 3 312      | 2,04                            |
| Chactas                         | 2 829      | 1,74                            |
| Ojibwés                         | 2 689      | 1,65                            |
| Sioux                           | 2 480      | 1,53                            |
| Amérindiens d'Amérique centrale | 2 454      | 1,51                            |
| Apaches                         | 1 912      | 1,18                            |

Il existe six réserves amérindiennes dont les trois principales sont Immokalee, Hollywood, Brighton.

#### Autres groupes ethniques
Vers 1960, les Afro-Américains représentaient 18 % de la population floridienne (880 186 personnes). Leur proportion a diminué (voir la partie Historique plus haut). Aujourd'hui, de nombreux Noirs sont d'origine haïtienne. Il existe une Little Haiti, ghetto noir au nord de Miami.

### Société et religion
La population floridienne suit la moyenne nationale dans le taux de diplômés de l'enseignement secondaire (79,9 %), du PIB par habitant (21 557 $) et du taux de personnes vivant sous le seuil de pauvreté (11,9 %). Le revenu médian est sensiblement inférieur à celui des États-Unis (40 900 $ contre 44 334 $). Plusieurs villes ont plus du quart de leur population âgée de plus de 65 ans : selon le recensement de 2000, la proportion de personnes âgées représente plus de 35 % dans trois communes du Sud-Est (Tamarac, Hallandale Beach et Aventura). Le taux de divorce de la Floride (3,6 pour mille habitants) est légèrement supérieur à la moyenne nationale (3,5 pour mille habitants) et a tendance à diminuer depuis les années 1990. La communauté gay est présente dans les quartiers de South Beach, Wilton Manors, dans la banlieue de Fort Lauderdale, mais surtout à Key West, réputée pour son libéralisme et sa tolérance. Avec 6,2 meurtres pour 100 000 habitants (5,6 de moyenne nationale), la Floride n'est pas l'État le plus violent du pays et se classe loin derrière la Louisiane, le Maryland ou le Nevada. West Palm Beach (22,6 pour 100 000 habitants) et Miami (13,9 pour 100 000 habitants) sont les deux communes les plus touchées par les meurtres en Floride, mais elles arrivent respectivement au 25e et au 58e rang des villes américaines. À Miami, la criminalité et la délinquance ont diminué depuis les années 1990, grâce aux efforts de la municipalité.
En 2000, les protestants étaient les plus nombreux en Floride. En valeur absolue, l'Église la plus importante est celle des catholiques (2,6 millions), suivie par la Convention des Baptistes du Sud (1,3 million). On dénombre par ailleurs quelque 628 485 juifs qui se concentrent à Miami Beach, Boca Raton et Fort Lauderdale, et 31 661 musulmans.
Répartition des religions : 
- Chrétiens : 
  - Protestants : 48 %
    - dont évangéliques : 25 %

  - Catholiques : 26 %
  - Orthodoxes : 1 %
  - Autres chrétiens, sectes chrétiennes : 2 %
- Juifs : 2 %
- Musulmans : 1 %
- Autre religion : 3 %
- Sans religion : 16 %

## Villes

Population des principales MSA.

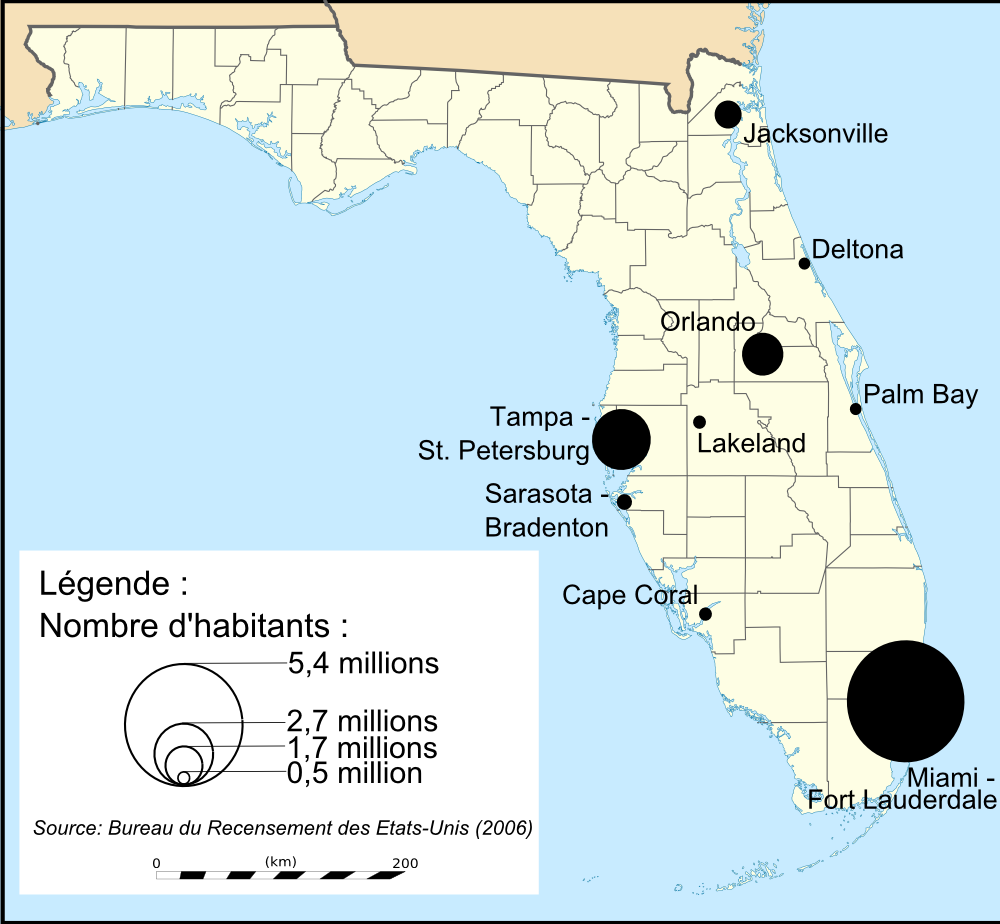
Les principales MSA de Floride.

La population floridienne est devenue majoritairement urbaine en 1930. Aujourd'hui[Quand ?], plus de 85 % des Floridiens vivent dans une ville de plus de 2 500 habitants.
Jacksonville est la commune la plus peuplée ; la plus grande agglomération est celle de Miami (5,4 millions d'habitants), qui se classe au onzième rang des métropoles américaines et au 61e rang mondial. Les quatre premières agglomérations de Floride regroupent plus de 11 millions de personnes soit 62 % de la population de l'État. Cette tendance est représentative de la métropolisation du territoire américain. La plupart des communes les plus peuplées se trouvent sur le littoral. Le réseau urbain est relativement équilibré, même si Miami domine. Deux grands axes urbains se dessinent : l'un sur le littoral sud-est (de Homestead à Jupiter), l'autre entre St. Petersburg et Daytona Beach, en passant par Orlando, le long de l'Interstate 4. L'agglomération de Miami s'étale sur plusieurs dizaines de kilomètres le long du front de mer. Les noyaux urbains autrefois isolés au bord de l'Atlantique ont fini par se rejoindre. Enfin, il faut noter que la capitale de la Floride n’est pas la ville la plus peuplée, une situation que l’on rencontre dans de nombreux États américains.
Comme ailleurs dans la Sun Belt, les villes de Floride connaissent une croissance démographique soutenue depuis les années 1960. L'exode rural, la croissance démographique et l'immigration ont pour conséquence une augmentation du nombre de citadins et l'étalement des villes. Les communes dont la population a augmenté le plus vite entre 2000-2005 sont Palm Coast (+86,2 %), Port Sainte-Lucie (+48,2 %) et Miramar (+46,6 %) ; celles qui ont le plus diminué sont Key West  (-6,1 %), Pensacola (-3,9 %) et North Miami (-3,7 %).
Les métropoles de Floride ressemblent aux autres grandes villes américaines : elles comportent un centre des affaires avec des gratte-ciel, entouré par des ghettos, des entrepôts et des zones industrialo-portuaires. Les banlieues, dans lesquelles résident les classes moyennes blanches, sont reliées au centre par des autoroutes et des voies ferrées. Les municipalités tentent de faire revenir les classes moyennes dans les centres-villes. Cette gentrification passe par la réhabilitation de quartiers historiques (Ybor City à Tampa, Art Deco District de Miami) et la réalisation d'infrastructures de loisir et de culture (Musée d'art contemporain de Jacksonville).
| Rang en Floride | Rang aux États-Unis | Nom de la MSA                       | Commune principale | Population de la MSA | Population de la commune principale |
| --------------- | ------------------- | ----------------------------------- | ------------------ | -------------------- | ----------------------------------- |
| 1               | 7                   | Miami-Fort Lauderdale-Pompano Beach | Miami              | +5 413,              | +410,                               |
| 2               | 19                  | Tampa-St. Petersburg-Clearwater     | St. Petersburg     | +2 724,              | +246,                               |
| 3               | 27                  | Orlando-Kissimmee                   | Orlando            | +2 032,              | +228,                               |
| 4               | 40                  | Jacksonville                        | Jacksonville       | +1 301,              | +806,                               |
| 5               | 73                  | Sarasota-Bradenton-Venice           | Bradenton          | +0687,               | +055,                               |

| Combined Statistical Area                     | Population en 2006 | Core Based Statistical Area                | Population en 2006 | Comté                 | Population en 2006 |
| --------------------------------------------- | ------------------ | ------------------------------------------ | ------------------ | --------------------- | ------------------ |
| primary census statistical area               | 5 463 857          | Miami-Fort Lauderdale-Pompano Beach FL MSA | 5 463 857          | Comté de Miami-Dade   | 2 402 208          |
| primary census statistical area               | 5 463 857          | Miami-Fort Lauderdale-Pompano Beach FL MSA | 5 463 857          | Comté de Broward      | 1 787 636          |
| primary census statistical area               | 5 463 857          | Miami-Fort Lauderdale-Pompano Beach FL MSA | 5 463 857          | Comté de Palm Beach   | 1 274 013          |
| primary census statistical area               | 2 697 731          | Tampa-St. Petersburg-Clearwater FL MSA     | 2 697 731          | Comté de Hillsborough | 1 157 738          |
| primary census statistical area               | 2 697 731          | Tampa-St. Petersburg-Clearwater FL MSA     | 2 697 731          | Comté de Pinellas     | 924 413            |
| primary census statistical area               | 2 697 731          | Tampa-St. Petersburg-Clearwater FL MSA     | 2 697 731          | Comté de Pasco        | 450 171            |
| primary census statistical area               | 2 697 731          | Tampa-St. Petersburg-Clearwater FL MSA     | 2 697 731          | Comté de Hernando     | 165 409            |
| Orlando-Deltona-Daytona Beach FL CSA          | 2 633 282          | Orlando-Kissimmee FL MSA                   | 1 984 855          | Comté d'Orange        | 1 043 500          |
| Orlando-Deltona-Daytona Beach FL CSA          | 2 633 282          | Orlando-Kissimmee FL MSA                   | 1 984 855          | Comté de Seminole     | 406 875            |
| Orlando-Deltona-Daytona Beach FL CSA          | 2 633 282          | Orlando-Kissimmee FL MSA                   | 1 984 855          | Comté de Lake         | 290 435            |
| Orlando-Deltona-Daytona Beach FL CSA          | 2 633 282          | Orlando-Kissimmee FL MSA                   | 1 984 855          | Comté d'Osceola       | 244 045            |
| Orlando-Deltona-Daytona Beach FL CSA          | 2 633 282          | Deltona-Daytona Beach-Ormond Beach FL MSA  | 496 575            | Comté de Volusia      | 496 575            |
| Orlando-Deltona-Daytona Beach FL CSA          | 2 633 282          | Palm Coast FL MSA                          | 83 084             | Comté de Flagler      | 83 084             |
| Orlando-Deltona-Daytona Beach FL CSA          | 2 633 282          | The Villages FL MSA                        | 68 768             | Comté de Sumter       | 68 768             |
| primary census statistical area               | 1 277 997          | Jacksonville FL MSA                        | 1 277 997          | Comté de Duval        | 837 964            |
| primary census statistical area               | 1 277 997          | Jacksonville FL MSA                        | 1 277 997          | Comté de Clay         | 178 899            |
| primary census statistical area               | 1 277 997          | Jacksonville FL MSA                        | 1 277 997          | Comté de Saint Johns  | 169 224            |
| primary census statistical area               | 1 277 997          | Jacksonville FL MSA                        | 1 277 997          | Comté de Nassau       | 66 707             |
| primary census statistical area               | 1 277 997          | Jacksonville FL MSA                        | 1 277 997          | Comté de Baker        | 25 203             |
| Sarasota-Bradenton-Punta Gorda FL CSA         | 837 271            | Bradenton-Sarasota-Venice FL MSA           | 682 833            | Comté de Sarasota     | 369 535            |
| Sarasota-Bradenton-Punta Gorda FL CSA         | 837 271            | Bradenton-Sarasota-Venice FL MSA           | 682 833            | Comté de Manatee      | 313 298            |
| Sarasota-Bradenton-Punta Gorda FL CSA         | 837 271            | Punta Gorda FL MSA                         | 154 438            | Comté de Charlotte    | 154438             |
| primary census statistical area               | 571 344            | Cape Coral-Fort Myers FL MSA               | 571 344            | Comté de Lee          | 571 344            |
| primary census statistical area               | 561 606            | Lakeland-Winter Haven FL MSA               | 561 606            | Comté de Polk         | 561 606            |
| primary census statistical area               | 534 359            | Palm Bay-Melbourne-Titusville FL MSA       | 534 359            | Comté de Brevard      | 534 359            |
| Port Sainte-Lucie-Sebastian-Vero Beach FL CSA | 522 217            | Port Sainte-Lucie FL MSA                   | 392 117            | Comté de Sainte-Lucie | 252 724            |
| Port Sainte-Lucie-Sebastian-Vero Beach FL CSA | 522 217            | Port Sainte-Lucie FL MSA                   | 392 117            | Comté de Martin       | 139 393            |
| Port Sainte-Lucie-Sebastian-Vero Beach FL CSA | 522 217            | Sebastian-Vero Beach FL MSA                | 130 100            | Comté d'Indian River  | 130 100            |
| primary census statistical area               | 439 987            | Pensacola-Ferry Pass-Brent FL MSA          | 439 987            | Comté de Escambia     | 295 426            |
| primary census statistical area               | 439 987            | Pensacola-Ferry Pass-Brent FL MSA          | 439 987            | Comté de Santa Rosa   | 144 561            |
| primary census statistical area               | 336 502            | Tallahassee FL MSA                         | 336 502            | Comté de Leon         | 245 625            |
| primary census statistical area               | 336 502            | Tallahassee FL MSA                         | 336 502            | Comté de Gadsden      | 46 658             |
| primary census statistical area               | 336 502            | Tallahassee FL MSA                         | 336 502            | Comté de Wakulla      | 29 542             |
| primary census statistical area               | 336 502            | Tallahassee FL MSA                         | 336 502            | Comté de Jefferson    | 14 677             |
| primary census statistical area               | 316 183            | Ocala FL MSA                               | 316 183            | Comté de Marion       | 316 183            |
| primary census statistical area               | 314 649            | Naples-Marco Island FL MSA                 | 314 649            | Comté de Collier      | 314 649            |
| primary census statistical area               | 243 985            | Gainesville FL MSA                         | 243 985            | Comté d'Alachua       | 227 120            |
| primary census statistical area               | 243 985            | Gainesville FL MSA                         | 243 985            | Comté de Gilchrist    | 16 865             |
| primary census statistical area               | 180 291            | Fort Walton Beach-Crestview-Destin FL MSA  | 180 291            | Comté d'Okaloosa      | 180 291            |
| primary census statistical area               | 163 505            | Panama City-Lynn Haven FL MSA              | 163 505            | Comté de Bay          | 163 505            |
| primary census statistical area               | 138 143            | Homosassa Springs FL MSA                   | 138 143            | Comté de Citrus       | 138 143            |

## Galerie

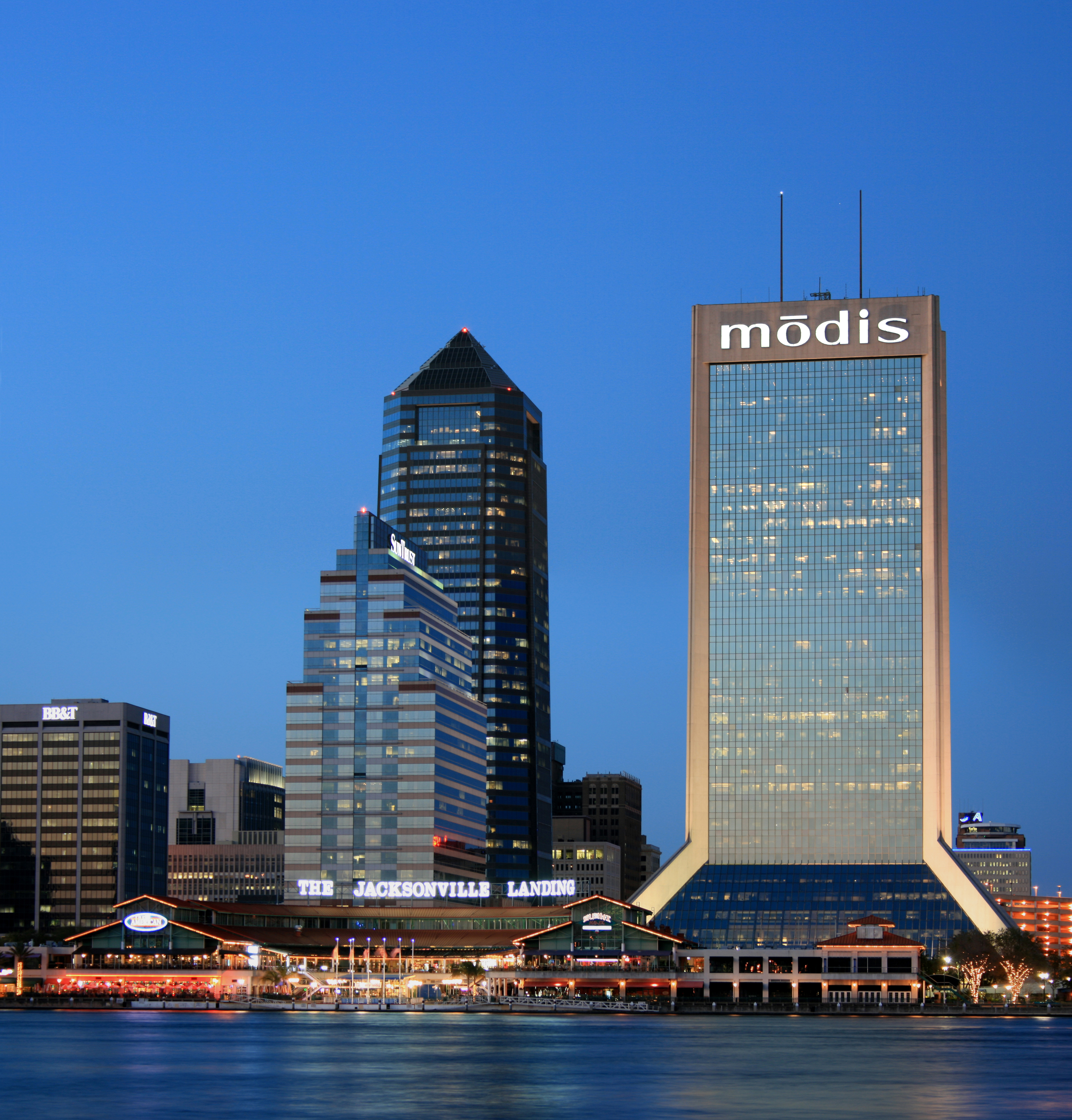
Jacksonville.
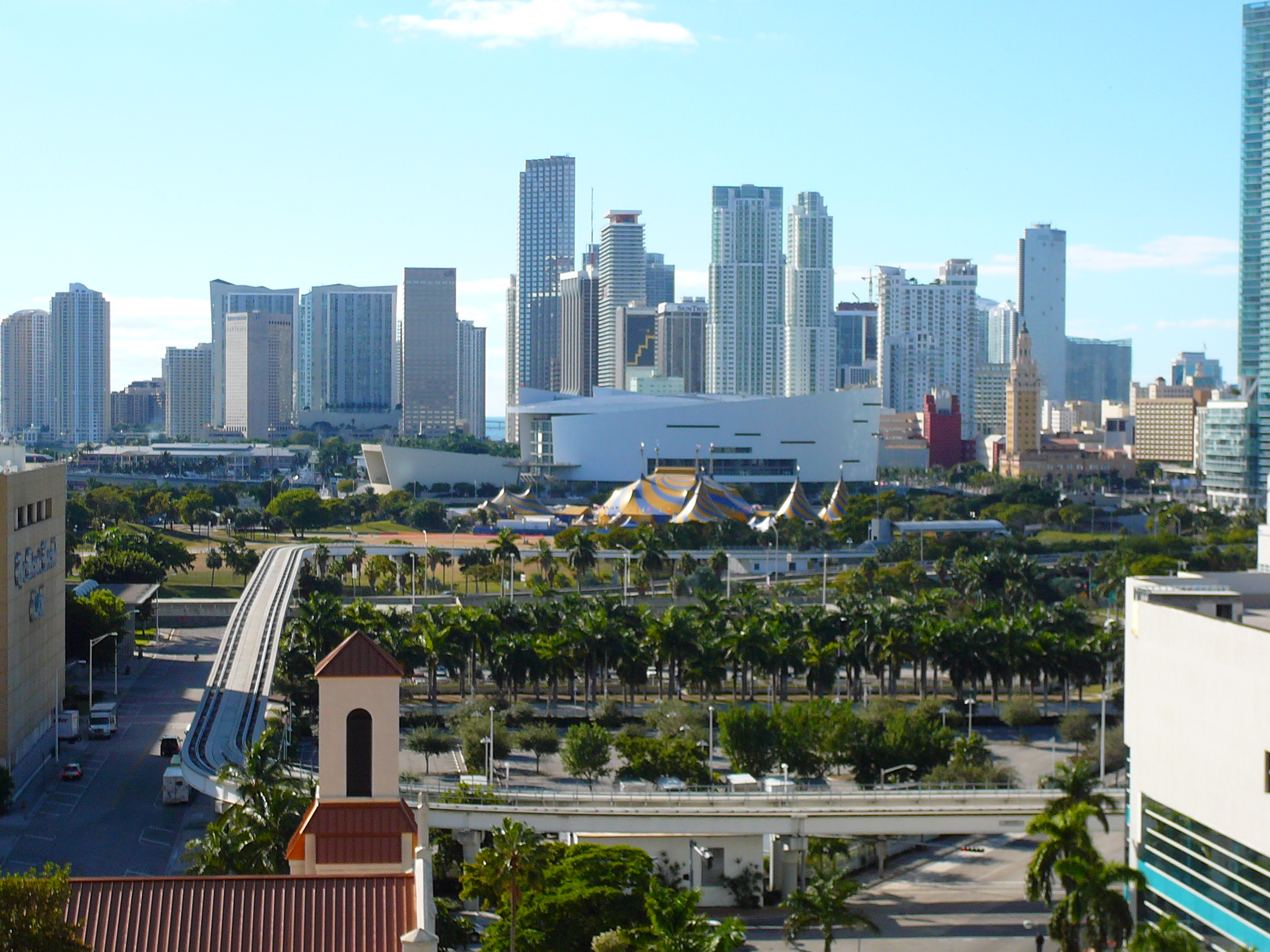
Miami.
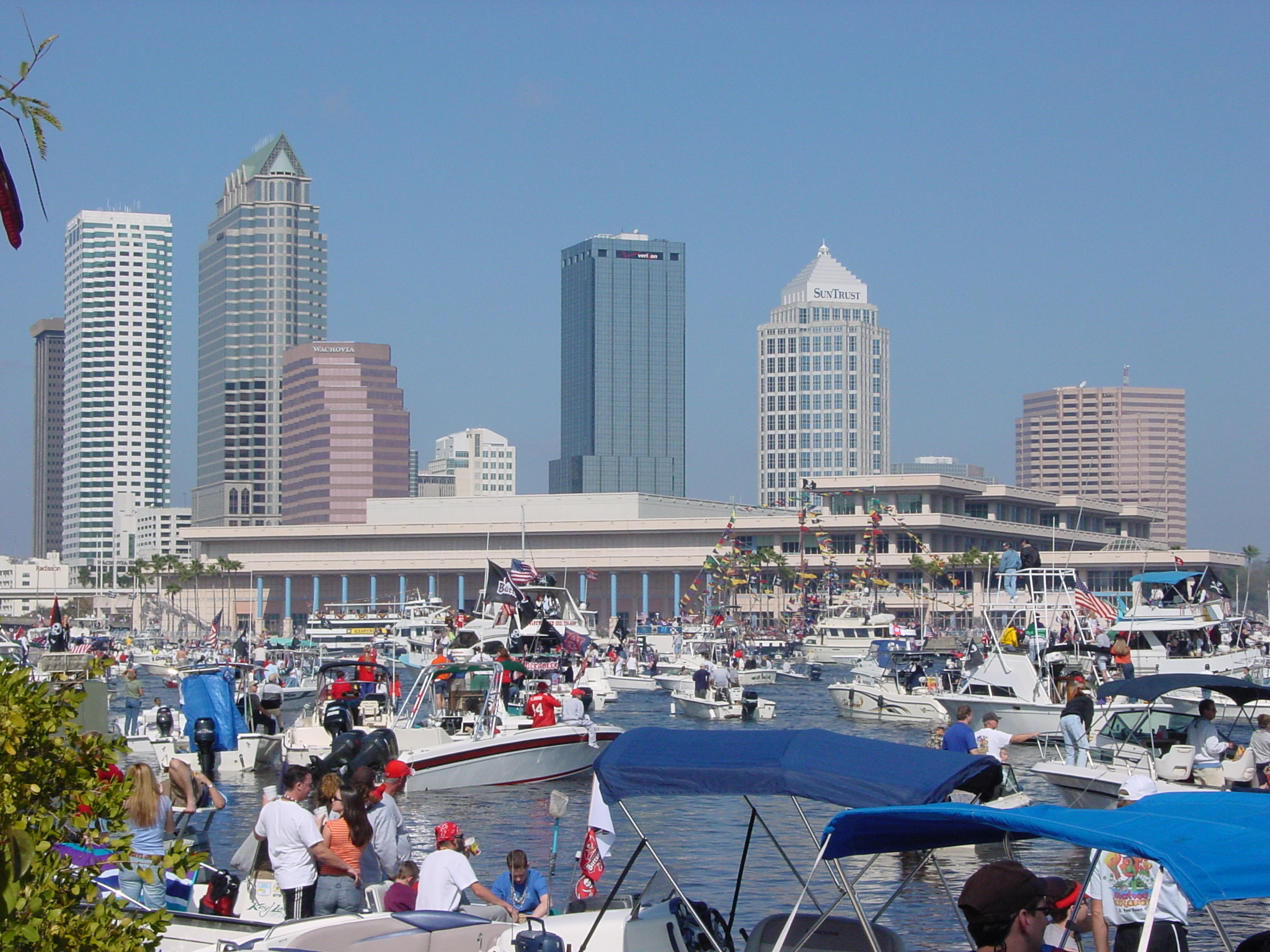
Tampa.
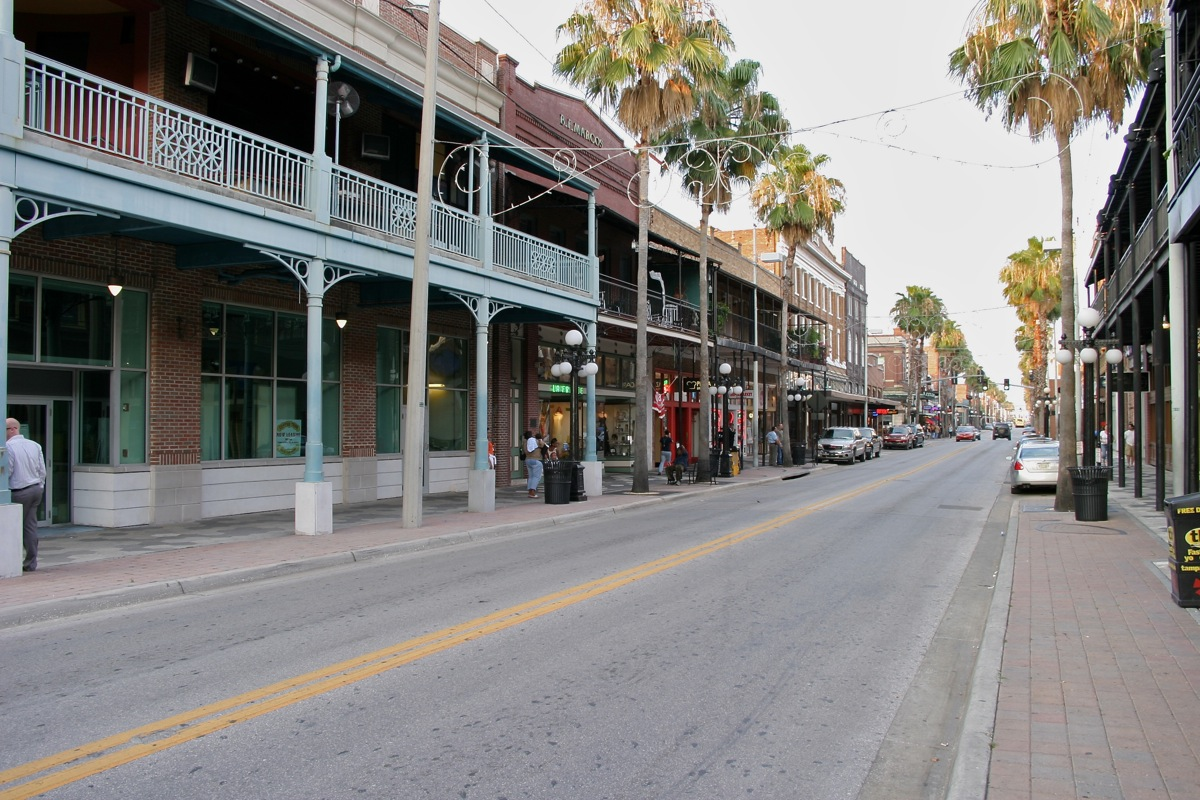
Ybor City, un quartier réhabilité de Tampa.
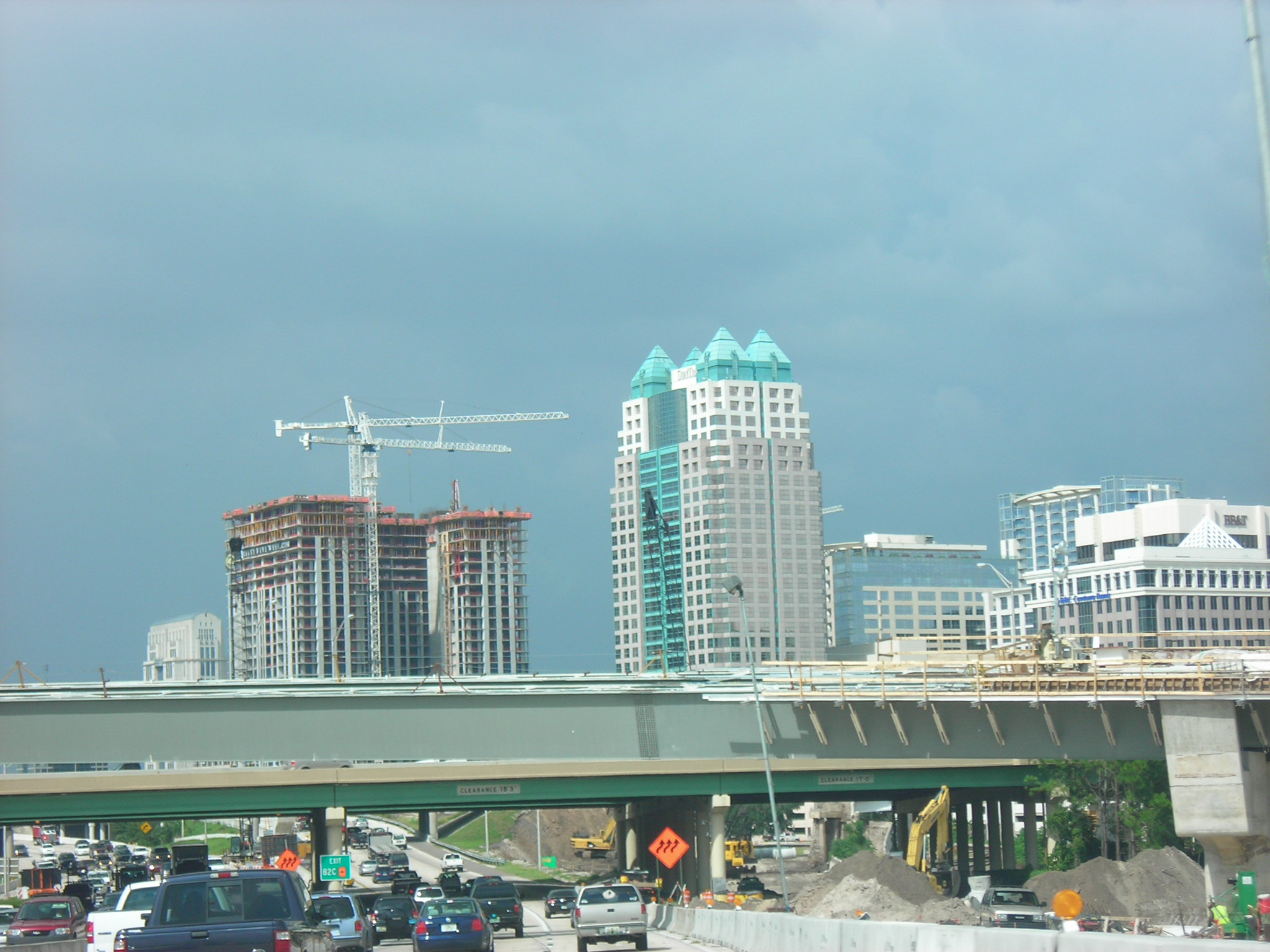
Orlando.
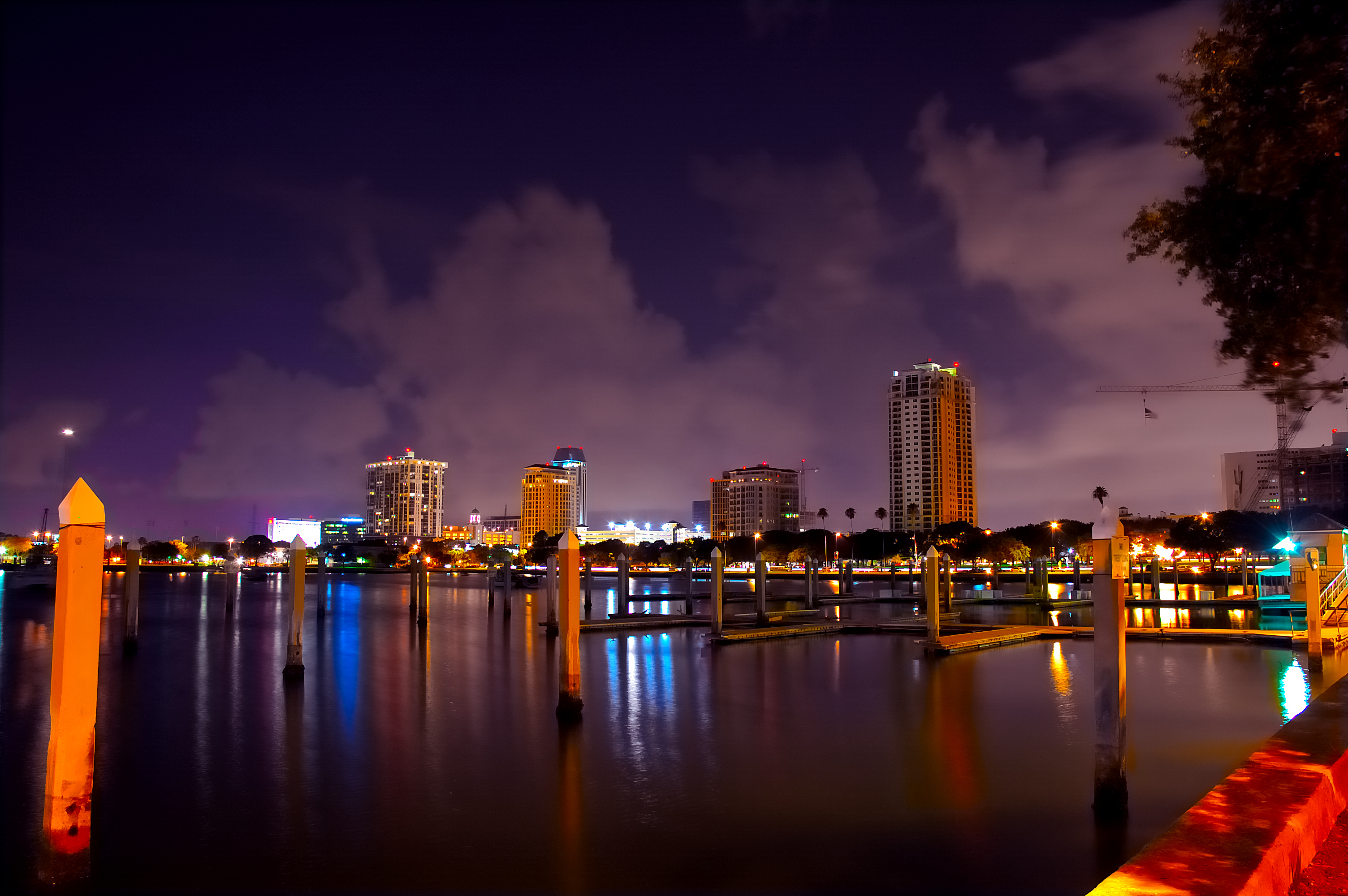
St. Petersburg.
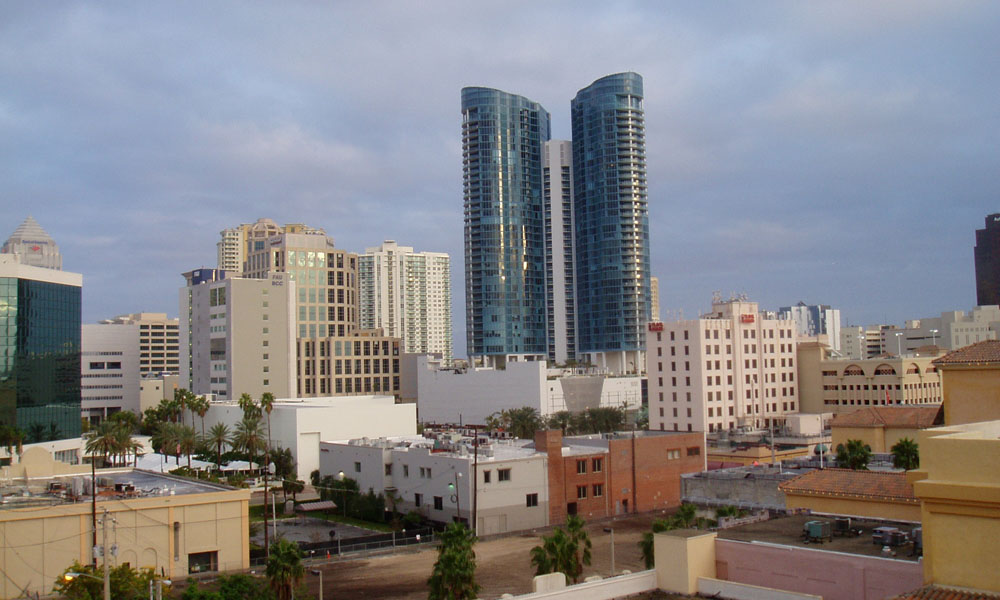
Fort Lauderdale.
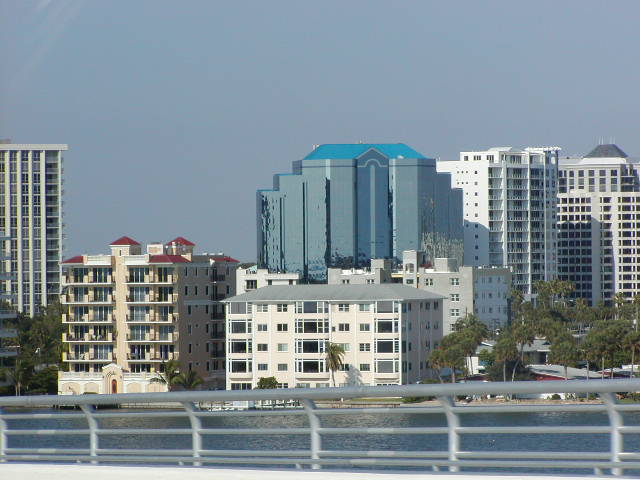
Sarasota.
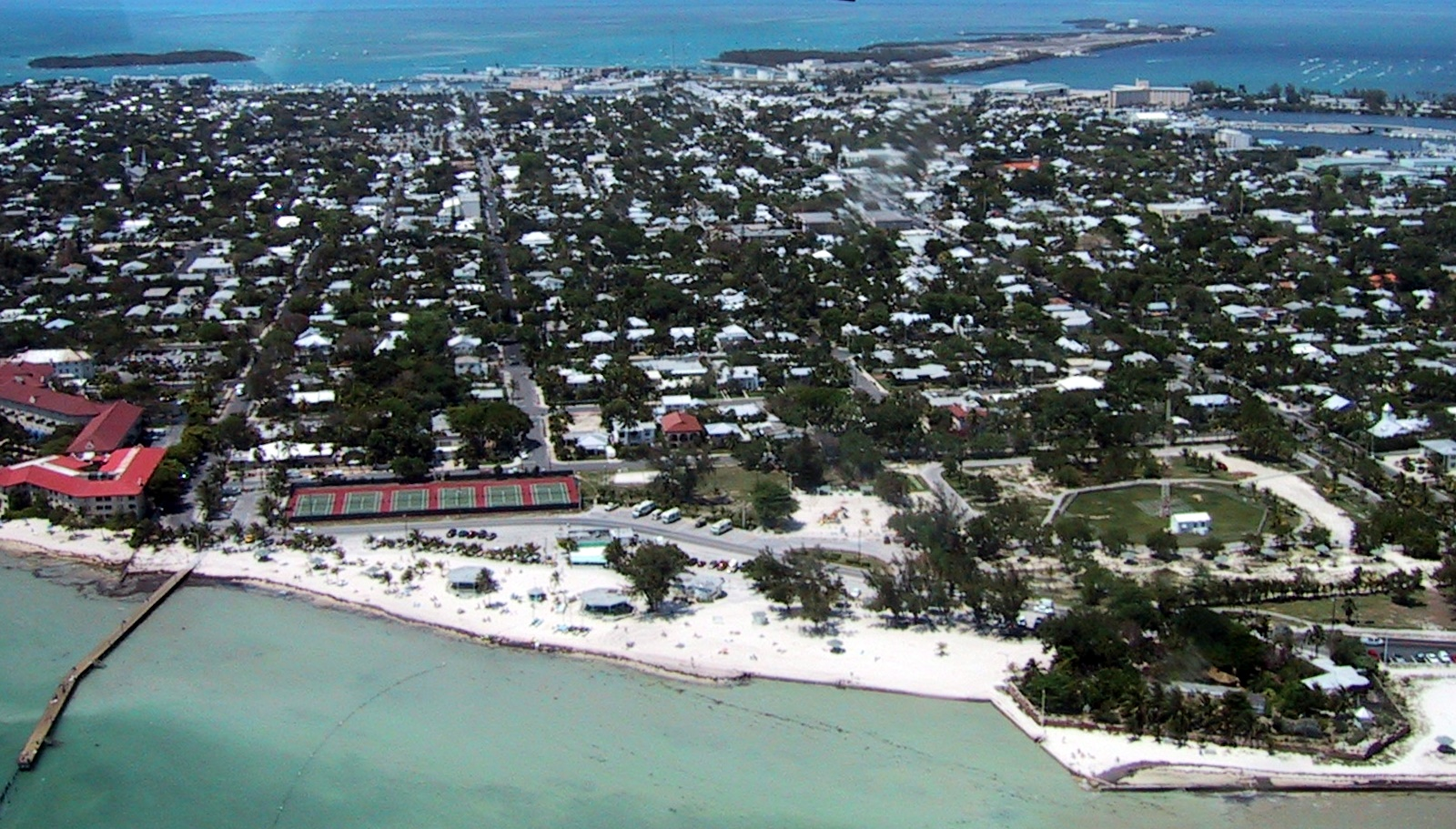
Key West.
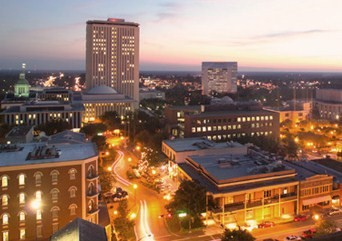
Tallahassee.